# Морроу, Доретта
Доретта Морроу (англ. Doretta Morrow, 27 января 1927 — 28 февраля 1968) — американская актриса и танцовщица.
Доретта Морано родилась в Нью-Йорке в 1927 году. Хотя она снялась всего в одном фильме, «Потому что ты моя» в 1952 году, её актёрский талант более всего проявился в её театральных ролях. Наиболее впечатляющими стали её роли в бродвейских постановках «Король и я» (1951) и «Кисмет» (1953). После замужества Доретта оставила карьеру и переехала в Лондон, где и умерла от рака в 1968 году, спустя месяц после своего 41-го дня рождения.

## Избранная фильмография
- Приключения Марко Поло (1956) — Принцесса Кокочин (ТВ)
- Потому что ты моя (1952) — Бриджет Баттерсон